# Kazimierz Gródek
Kazimierz Gródek (ur. 4 marca 1970 w Nowym Sączu) – od 2009 prezes Grupy RMF i wiceprezes RMF FM.

## Kariera zawodowa
Ukończył studia na Wydziale Prawa i Administracji Uniwersytetu Jagiellońskiego w Krakowie. Został wpisany na listę radców prawnych.
Doświadczenie zawodowe obejmuje między innymi pracę jako referent w Wydziale Przekształceń Własnościowych Urzędu Wojewódzkiego w Krakowie, asystenta Wiceprezydenta Miasta w Urzędzie Miasta Krakowa, asystenta prawnego w Kancelarii Adwokackiej Roman K. Porwisz, wspólnika w R.Porwisz & Partnerzy Prawnicza Spółka Jawna, a następnie partnera R. Porwisz i Partnerzy, Adwokaci i Radcowie Prawni w Krakowie.
Od 1995 związany z Grupą RMF FM. Reprezentował interesy spółek Grupy RMF. W latach 2004–2009 był prezesem RMF FM. Od 10 czerwca 2009 pełni funkcje Prezesa Zarządu spółki Grupa RMF Sp. z o.o. sp. k. oraz Wiceprezesa Zarządu Radio Muzyka Fakty Sp. z o.o.